# Bulbophyllum chryseum
Bulbophyllum chryseum é uma espécie de orquídea (família Orchidaceae) pertencente ao gênero Bulbophyllum. Foi descrita por Oakes Ames e Friedrich Fritz Wilhelm Ludwig Kraenzlin em 1911.